# Сен-Виктор-ан-Марш
Сен-Викто́р-ан-Марш (фр. Saint-Victor-en-Marche) — коммуна во Франции, находится в регионе Лимузен. Департамент коммуны — Крёз. Входит в состав кантона Гере-Юго-Западный. Округ коммуны — Гере.
Код INSEE коммуны — 23248.

## Население
Население коммуны на 2010 год составляло 361 человек.
| 1962 | 1968 | 1975 | 1982 | 1990 | 1999 | 2010 |
| ---- | ---- | ---- | ---- | ---- | ---- | ---- |
| 425  | 410  | 343  | 322  | 297  | 369  | 361  |

## Экономика
В 2010 году среди 231 человека трудоспособного возраста (15—64 лет) 179 были экономически активными, 52 — неактивными (показатель активности — 77,5 %, в 1999 году было 69,3 %). Из 179 активных жителей работали 165 человек (86 мужчин и 79 женщин), безработных было 14 (7 мужчин и 7 женщин). Среди 52 неактивных 17 человек были учениками или студентами, 25 — пенсионерами, 10 были неактивными по другим причинам.